# Woman of Straw
Woman of Straw (literalment en català "Dona de palla") és una pel·lícula de thriller criminal britànica del 1964 British dirigida per Basil Dearden i protagonitzada per Gina Lollobrigida i Sean Connery. El guió és de Robert Muller i Stanley Mann, adaptat de la novel·la de 1954 La Femme de paille de Catherine Arley.

## Argument
Anthony Richmond intenta obtenir la fortuna del seu oncle, el tirànic magnat en cadira de rodes Charles Richmond persuadint la seva infermera empleada, Maria, que es casi amb ell. Després de la desaparició del seu oncle, Maria es converteix en sospitosa d'assassinat. El personatge de Lollobrigida és la dona de palla del títol.

## Repartiment
- Gina Lollobrigida - Maria Marcello
- Sean Connery - Anthony 'Tony' Richmond
- Sir Ralph Richardson - Charles Richmond
- Alexander Knox - Detective Inspector Lomer
- Johnny Sekka - Thomas
- Laurence Hardy - Baynes, el majordom
- Peter Madden - Capità del iot
- Danny Daniels - Fenton
- Michael Goodliffe - Procurador
- Noel Howlett - Procurador adjunt

## Producció
La pel·lícula fou rodada a Pinewood Studios, Audley End House a Saffron Walden, Essex i a Mallorca a les illes Balears entre agost i octubre de 1963. El rodatge de Mallorca, que inclou moltes imatges en un vaixell enfilat a la costa, es va rodar al lloc el setembre del 1963. Es deia que Gina Lollobrigida va ser "exigent i temperamental" durant la filmació, sovint xocant amb Connery i Dearden.

## Recepció crítica
En un article contemporani a The New York Times, Eugene Archer va escriure, "què pot ser més arcaic que la vista del propi James Bond, Sean Connery, perseguint fulminantment el tipus de thriller de moda del que se'n sol burlar? Això és exactament el que tenim a "Woman of Straw", i podeu estar segurs que el senyor Connery no semblava una mica més infeliç que el públic d'ahir al Criterion, on el desgraciat film britànic va entrar a la ciutat. Per, malgrat el fantasiós argument de l'antic i respectat equip productor-director de Michael Relph i Basil Dearden, aquest exercici de colors és el tipus de ximpleries pseudo-victorianes que Alfred Hitchcock feia temps que havia abandonat"; mentre que més recentment, Steve Lewis a Mystery File assenyala, "La majoria de les revisions professionals han estat negatives (Variety, etc.), però amb una minúscula qualificació per part meva, la meva opinió és que la majoria de les revisions professionals són incorrectes. Si ets aficionat a la ficció detectivesca i si trobes alguna vegada una còpia d'aquesta pel·lícula, per descomptat, no ho dubteu. Agafeu-la."